# Rudolfina
Uzasadnienie: podwójnie
Rudolfina, Rudolfa – imiona pochodzenia germańskiego; żeńskie odpowiedniki imienia Rudolf, które wywodzi się od słów oznaczających "sława wilka". Rudolfina utworzona jest przy użyciu sufiksu -ina, który służył do tworzenia imion zdrobniałych (por. Albertyna).
Rudolfina imieniny obchodzi: 
- 21 czerwca (na pamiątkę św. Rudolfa, arcybiskupa Bourges +860)
- 25 lipca (na pamiątkę bł. Rudolfa Acquavivy +1583)
- 1 sierpnia (na pamiątkę bł. Rudolfa, ucznia św. Jana Gwalberta +1076)
- 17 października (na pamiątkę św. Rudolfa, biskupa Gubbio +1066)
- 1 grudnia (na pamiątkę św. Rudolfa Sherwina +1581)

## Osoby noszące imię Rudolfina
- Elfryda Jadwiga Rudolfina Anna Trybowska